# Mielęcin (powiat choszczeński)
Mielęcin (niem. Marienhof) – osada sołecka w Polsce położona w województwie zachodniopomorskim, w powiecie choszczeńskim, w gminie Krzęcin. W latach 1975–1998 miejscowość administracyjnie należała do województwa gorzowskiego. W roku 2007 osada liczyła 384 mieszkańców. 

## Geografia
Osada leży ok. 3 km na południe od Krzęcina.

## Zabytki
Do wojewódzkiego rejestru zabytków wpisany jest:
- park dworski z pierwszej połowy XIX wieku, pozostałość po dworze.

## Kultura i sport
W Mielęcinie znajduje się filia Gminnego Centrum Kultury w Krzęcinie.